# Нютон (кратер на Марс)
Вижте пояснителната страница за други значения на Нютон (кратер).
Нютон е кратер разположен в южната част на Марс. Диаметърът му е около 300 км. Известен е с наличието на дерета които потенциално показват присъствието на течна вода в близост до повърхността на планетата.
Кратерът е наименован на великия английски физик, математик и астроном Исак Нютон.
Кратер наречен на Нютон има и на Луната.